# Saint Andrew (Barbados)
Saint Andrew ist eines der elf Parishes (Verwaltungseinheit) von Barbados. Es liegt im Norden der Ostküste.

## Name
Das Parish ist nach dem Schutzpatron, dem Heiligen Andreas, benannt. Nach ihm ist auch die höchste Auszeichnung des Landes, der The Order of Saint Andrew, benannt und das Andreaskreuz taucht in Form von gekreuzten Zuckerrohr-Stängeln im Wappen von Barbados auf.

## Geographie
Saint Andrew liegt an der Ostküste von Barbados, wo der Atlantik rauer ist, als auf der Westseite. Es ist ein landschaftlich besonders schöner Teil der Insel mit grünem Hügelland. Im Parish liegt auch die höchste natürliche Erhebung der Insel, der Mount Hillaby mit 336 m, am Südrand des Parish.
In der Kolonialzeit unter britischer Herrschaft fühlten sich die Briten an die Hügel und Felder Schottlands erinnert. Daher wird ein Teil des Parish noch heute liebevoll als „Scotland District“ bezeichnet.
Während der 1990er Jahre plante die damalige Regierung eine Müllhalde (Greenland Landfill), welche jedoch nicht verwirklicht wurde. Der Naturschutz hat inzwischen mehrere Schutzgebiete im Parish geschaffen, darunter Turner’s Hall Woods.
Das Parish grenzt an vier der anderen Parishes:
- Saint James – West
- Saint Joseph – Südosten
- Saint Peter – Norden
- Saint Thomas – Süden[2]

Folgende Städte, Dörfer, Orte, Siedlungen und Wohnplätze gibt es im Parish:
| - Babylon - Barclays Park - Bawdens - Baxters - Baxters Hill - Belle Hill - Belleplaine - Benab - Boarded Hall - Breedy’s - Bruce Vale - Chalky Mount - Cheltenham - Cleland - Douglin - Greenland - Gregg Farm - Haggatts - Hillaby - Hoytes - Lakes - Lakes Beach | - Less Beholden - Long Pond - Morgan Lewis - Morgan Lewis Beach, Morgan Lewis - Mose Bottom - Mount All - Mount Hillaby - Rock Hall - Rock Hall Village - Saint Simons - Sand Quarry, Walkers Savannah - Sedge Pond - Shorey Village - Swanns - The Chase - Trio Path - Turners Hall - Turners Hall Woods - Walkers - Walkers Savannah - White Hill - Windy Hill |

## Persönlichkeiten
- Edna Ermyntrude Bourne, erste Abgeordnete im House of Assembly of Barbados